# Iancu Ghenescu
Iancu Ghenescu (n. 17 iunie 1895, Băilești, Dolj, România – d. 7 decembrie 1979, Brașov, România) a fost un general român, care s-a remarcat în luptele purtate în cel de-al Doilea Război Mondial.

## Biografie
Iancu Ghenescu a absolvit Liceul Carol I din Craiova (1914), Școala de ofițeri activi de infanterie (1916) și Școala Superioară de Război din București (1927-1929). A luptat în Primul Război Mondial, în cadrul Regimentului 31 Infanterie Calafat. A fost apoi ofițer de stat major la Corpul I Armată (1930-1933), reprezentant al Ministerului de Război la Departamentul Căilor Ferate (1935-1939). A fost avansat la gradul de locotenent-colonel la 1 octombrie 1937.
A luptat în cel de-al Doilea Război Mondial, fiind înaintat la 11 noiembrie 1941 la gradul de colonel, cu vechimea de la 31 octombrie 1941. A deținut funcția de comandant secund al Diviziei 2 Munte, pe Frontul de Vest. În 14 mai 1945 a fost numit secretar general al Armatei de Uscat, fiind trecut în rezervă la 1 mai 1947, fără pensie. A fost înaintat ulterior la gradul de general. 
A fost decorat la 4 august 1945 cu Ordinul Militar „Mihai Viteazul” cu spade, clasa III, „pentru devotamentul, priceperea și curajul de care a dat dovadă atât în calitate de comandant secund al Div. 2-a Munte, cât și în calitate de comandant de detașament și grupare, remarcându-se în deosebi în luptele pentru cucerirea satelor Zambor-Pogony, Cered, Taiti, Medweschidecut, cota 310, unde datorită intervenției sale personale satele de mai sus sunt cucerite rând pe rând, capturându-se numeroși prizonieri și mult material de război.
De aceleași calități a dat dovadă în luptele de la frontiera cu Cehoslovacia, din zona fortificată a cotelor 380-388 și satelor Jesorek, Osusie și Nord de Luborek cota 570”. A fost propus pentru decorare de către generalii Agricola Filip și Vasile Atanasiu.
În localitatea Băilești există o stradă numită Strada General Iancu Ghenescu. A fost înmormântat, în curtea fostei biserici greco-catolice din Râușor, Brașov.

## Decorații
- Ordinul „Coroana României” în gradul de Ofițer (8 iunie 1940)[4]
- Ordinul „Mihai Viteazul” cu spade, cl. a III-a (4 august 1945)[2]
- Ordinul „23 August” clasa a IV-a (10 august 1964) „pentru merite deosebite în opera de construire a socialismului, cu prilejul celei de a XX-a aniversări a eliberării patriei”[5]